# Oranjebrug (Utrecht)
De Oranjebrug is een basculebrug in de stad Utrecht, die de Vaartsche Rijn overspant. De brug heeft een enkele doorvaartopening voor schepen tot en met CEMT-klasse II.
Ze vormt een relatief belangrijke schakel tussen de buurt Hoograven (oostelijke oever) en de Rivierenwijk (westelijke oever), en  ligt tussen de Waalstraat en de Diamantweg. De Jutfaseweg (op de westelijke oever) loopt parallel aan het kanaal en kruist de Waalstraat bij de brug.
De opening vond plaats in 1957. Na de ingebruikname van deze brede brug werd de ongeveer 100 meter zuidelijker gelegen Julianabrug gesloopt, omdat deze smalle ophaalbrug onvoldoende capaciteit bood aan het groeiende verkeer van het uitdijende Hoograven. Ze kreeg de naam Oranjebrug in aansluiting op diverse straten in Hoograven die naar het Koninklijk Huis zijn vernoemd.
De brug is voorzien van landhoofden die zich een stuk in het kanaal bevinden. Het oostelijke landhoofd is voorzien van een brugkelder. Tot minstens 1989 bevond zich hier ook een brugwachtershuisje. De slagbomen zijn in de lichtmasten geïntegreerd. De rijbaan heeft een breedte van 10 meter en de trottoirs zijn 2×3 meter breed. De doorvaartwijdte is 9,00 meter en als het beweegbare dek in gesloten toestand is, is de doorvaarthoogte 1,82 meter ten opzichte van het kanaalpeil.
De gemeente Utrecht is beheerder van de brug.
In april 2024 moest de brug enige tijd worden afgesloten voor (zwaar) verkeer omdat de constructie niet meer voldeed aan de moderne eisen.
Abel Tasmanbrug ·
Abstederbrug ·
Bakkerbrug ·
Bartholomeusbrug · 
Bezembrug · 
Bijlhouwersbrug ·
Brigittenbrug ·
Colignybrug ·
Dafne Schippersbrug ·
David van Mollembrug ·
Demka-spoorbrug ·
Driftbrug ·
Gaardbrug ·
Galecopperbrug · 
Gasthuismolenbrug ·
Geertebrug ·
Gildbrug · 
Goethebrug ·
Griftbrug ·
Hamburgerbrug ·
Herenbrug · 
Hogeweidebrug ·
Industriehavenbrug ·
Jacobibrug ·
Jan Pieterszoon Coenbrug ·
Jansbrug ·
Jansdambrug ·
Jeremiebrug ·
Julianabrug (Minstroom) ·
Jutphasebrug ·
Jutphasespoorbrug ·
J.M. de Muinck Keizerbrug ·
Kalisbrug ·
Krommerijnbrug ·
Lauwerechtbrug ·
Lucasbrug ·
Maarsbergerbrug ·
Maartensbrug ·
Magdalenabrug ·
Maliebrug ·
Marga Klompébrug ·
Marksbrug ·
Marnixbrug ·
Meernbrug ·
Minbrug ·
Monicabrug · 
Moreelsebrug ·
Muntbrug ·
Muntsluisbrug ·
Museumbrug ·
Noorderbrug ·
Oorsprongbrug ·
Oranjebrug ·    
Paulusbrug ·
Pausdambrug ·
Pietersbrug ·
Plompetorenbrug ·
Prins Clausbrug · 
Quintijnsbrug ·
Rode brug ·
Servaasbrug ·
Sint Martinusbrug ·
Smeebrug ·
Socratesbrug ·
Spinozabrug ·
Stadhuisbrug ·
Stammetsbrug ·
Stenenbrug ·
Tolsteegbrug ·
Vaaltbrug ·
Vaartscherijnbrug ·
Van Asch van Wijckbrug ·
Viebrug ·
Vleutensespoorbrug ·
Vollersbrug ·
Weerdbrug ·
Weesbrug ·
Werkspoorbrug ·
Werkspoorhavenbrug ·
Wittevrouwenbrug ·  
Zandbrug

Voormalige of in onbruik geraakte bruggen :
Brug met de twaalf gaten ·
Catharijnebrug · 
Hefbrug in de Kruisvaart ·
Julianabrug (Vaartsche Rijn) ·
Molenbrug · 
Smakkelaarsbrug ·
Vleutensebrug ·
Willemsbrug